# Капур, Ваани
Ваани Капур (англ. Vaani Kapoor; род. 23 августа 1988, Ноида, Уттар-Прадеш) — индийская фотомодель и актриса

, снимающаяся в основном в фильмах на хинди.

## Биография
Ваани Капур родилась 23 августа 1988 года в городе Ноида в пенджабской индуистской семье. Её отец Шив Капур, занимается экспортом мебели, а мать, Димпи Капур, работает учителем по маркетингу. Она училась в государственной школе Мата Джай Каур в Ашок Вихаре в Северо-Западном Дели. Позже она поступила в Национальный открытый университет Индиры Ганди в Майдан Гархи, получив степень бакалавра в области туризма, после чего прошла стажировку в The Oberoi Group в Джайпуре, Раджастхан, а затем работала в ITC Hotel. Она подписала контракт с «Elite Model Management» на рекламу их продукции.

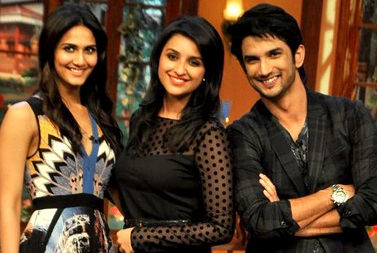
Ваани Капур, Паринити Чопра и Сушант Сингх Раджпут рекламируют фильм Настоящий индийский роман на шоу «Комедийные ночи с Капилом» (2013)

Ваани Капур начала свою карьеру в киноиндустрии на хинди, подписав контракт на три фильма с Yash Raj Films. Она была выбрана на прослушивании, чтобы сыграть второстепенную роль в романтической комедии «Настоящий индийский роман» вместе с Сушантом Сингхом Раджпутом и Паринити Чопра. Фильм был посвящён теме живых отношений и получил положительные отзывы критиков, а изображение Капур откровенной девушки Тары получило высокую оценку.
Мохар Басу из «Koimoi» написал, что Капур была «приятной дебютанткой, хотя она и не является откровенно мощной актрисой», в то время как Мадхурита Мукерджи из «The Times of India» считала ее «впечатляющей, красивой и обладающей хорошим присутствием на экране»[что?]. Фильм имел коммерческий успех и собрал 9,8 миллиона долларов США в прокате по всему миру. На 59-й церемонии вручения наград Капур была удостоена Filmfare Award за лучшую дебютную женскую роль, что существенно подстегнуло её кинокарьеру.
Следующей работой Капур стала тамильская романтическая комедия Aaha Kalyanam, официальный ремейк хинди-фильма 2010 года «Свадебная церемония». Для съёмок она специально выучила тамильский язык. После выхода фильм был разгромлен критиками, а её игра была плохо воспринята публикой. В 2016 году Капур появилась в романтической комедии Адитьи Чопры «Беззаботные» с Ранвиром Сингхом, действие которой происходило в Париже. Она сыграла Шайру Гилл, французского туристического гида индийского происхождения, чьи романтические связи с персонажем Сингха приводят к конфликту между ними. Фильм также получил негативные отзывы критиков и провалился в прокате.
Столкнувшись с критикой за свои роли, Капур взяла трёхлетний перерыв. Вернувшись, она появилась в боевике Сиддхарта Ананда «Бой» вместе с Ритиком Рошаном и Тайгером Шроффом. Картина установила рекорд по сборам в день премьеры в Индии и стала самым кассовым индийским фильмом 2019 года. Таким образом, это самый успешный фильм Капур на данный момент. Она также получила похвалу за роль трансгендерной женщины в романтической комедии «Любовь в Чандигархе» (2021).
Предположительно Капур сыграет главную роль в веб-сериале Mandala Murders.